# Galerie Josefa Lieslera
Galerie Josefa Lieslera je výstavní prostor v Kadani na Mírovém náměstí pod správou Kulturních zařízení Kadaň. Galerie je otevřena celoročně, vernisáže se konají jednou za měsíc. V průběhu let se název měnil z Galerie „Pod věží“, „Galerie Karla Havlíčka“, až po nynější Galerie Josefa Lieslera.
Prostory, ve kterých se galerie nachází dříve sloužily jako městská šatlava. Nad galerií, ve stejné budově se nachází Městský úřad v Kadani a Úřad starosty města Kadaň.

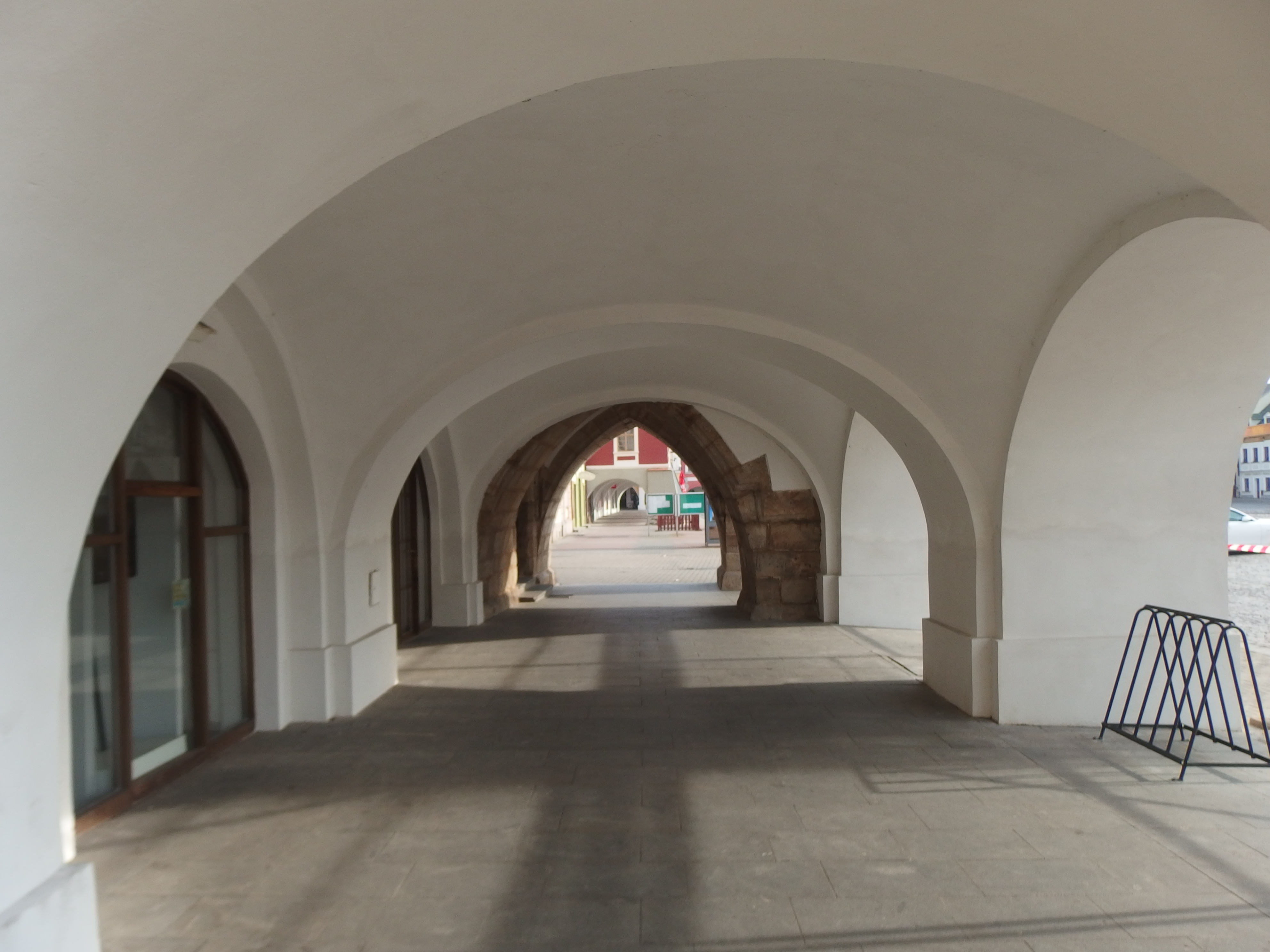
Vchod do galerie Josefa Lieslera v podloubí radnice